# バチくるオードリー
『バチくるオードリー』は、フジテレビ系列にて2021年11月11日から不定期で放送されているバラエティ番組。オードリーの冠番組。

## 概要
オードリーがこれは面白くなりそう、バチーンときそう、と思うことを実際にやってみて、面白くなるかどうか検証するバラエティ番組。例として、第一回目の企画は「ピュアな芸人が作詞したラブソングをプロのミュージシャンが作曲したらバチーンときそう！」を検証した。
フジテレビ系にてオードリーの冠番組が放送されるのは「おどおどオードリー」、「とんぱちオードリー」に続いて3回目となる。
2022年1月1日には初めて全国ネット特番を放送した。

## 出演者
- オードリー（若林正恭、春日俊彰）

## 放送内容
| 回        | 放送日時                         | 放送内容                                                                            | ゲスト                                                                                               | 備考                      |
| --------- | -------------------------------- | ----------------------------------------------------------------------------------- | --- | ------------------------- |
| 特番第1弾 | 2021年11月11日 木曜 0:25 - 0:55  | ピュアな芸人が作詞したラブソングをプロのミュージシャンが作曲したらバチーンときそう! | TAIGA 酒井貴士（ザ・マミィ） 関取花                                                                  | 『水曜NEXT!』枠での放送。 |
| 特番第1弾 | 2021年11月18日 木曜 0:35 - 1:05  | とんでもない人生を送っている人とプロのツッコミが漫才したらバチーンときそう!         | 岩井勇気（ハライチ） 井口浩之（ウエストランド） たける（東京ホテイソン）                             | 『水曜NEXT!』枠での放送。 |
| 特別版    | 2021年12月23日 木曜 2:45 - 3:45  | ロケを盛り上げるのが苦手な3人でも達人に教わったらバチーンときそう!                  | 岩井勇気（ハライチ） なすなかにし                                                                    |                           |
| 特番第2弾 | 2022年1月1日 土曜 23:30 - 翌0:30 | ピュアな芸人が作詞したラブソングをプロのミュージシャンが作曲したらバチーンときそう! | みちお（トム・ブラウン） 関取花                                                                      |                           |
| 特番第2弾 | 2022年1月1日 土曜 23:30 - 翌0:30 | 過去の納得できないシチュエーションに今の自分が現れたらバチーンとくる名言が出そう!   | 岩井勇気（ハライチ） 平子祐希（アルコ&ピース） 大鶴義丹                                              |                           |
| 特番第2弾 | 2022年1月1日 土曜 23:30 - 翌0:30 | ヤベェ奴らが春日をやったらバチーンときそう! カス-1グランプリ                        | 岩井勇気（ハライチ） 平子祐希（アルコ&ピース） 長谷川雅紀（錦鯉） ハリウッドザコシショウ             |                           |
| 特別版    | 2022年1月20日 木曜 0:25 - 0:55   | ピュアな芸人が作詞したラブソングをプロのミュージシャンが作曲したらバチーンときそう! | ティモンディ 関取花                                                                                  | 『水曜NEXT!』枠での放送。 |
| 特別版    | 2022年1月20日 木曜 0:25 - 0:55   | 怒りが爆発した元日SP未公開トーク集                                                  | 岩井勇気（ハライチ） 平子祐希（アルコ&ピース）                                                       | 『水曜NEXT!』枠での放送。 |
| 特番第3弾 | 2022年3月31日 木曜 22:00 - 23:34 | 視聴者のアイデアを元に作った漫才はバチーンときそう! 投稿!システム漫才               | オズワルド 東京ホテイソン ぺこぱ モグライダー                                                        |                           |
| 特番第3弾 | 2022年3月31日 木曜 22:00 - 23:34 | ピュアな芸人が作詞したラブソングをプロのミュージシャンが作曲したらバチーンときそう! | やす子 尾形貴弘（パンサー） 関取花 奇妙礼太郎                                                        |                           |
| 特番第3弾 | 2022年3月31日 木曜 22:00 - 23:34 | 近い未来を空想したらバチーンときそう! バラエティ未来予想会議                        | ぺこぱ 平成ノブシコブシ 森田哲矢（さらば青春の光）                                                   |                           |
| 特番第3弾 | 2022年3月31日 木曜 22:00 - 23:34 | 肉体派芸人が楽屋でもテンション高かったらバチーンときそう! 楽屋王                    | あばれる君 長谷川雅紀（錦鯉） おたけ（ジャングルポケット） サンシャイン池崎 高岸宏行（ティモンディ） |                           |

## スタッフ
- 企画・演出・プロデュース：木月洋介（フジテレビ）
- ナレーション：宮司愛海（フジテレビアナウンサー）
- 構成：オークラ、寺田智和、宮森かわら
- カメラ：新美高志（第3弾）
- 音声：松本良道（第3弾）
- 照明：藤沢勝（第3弾）
- TP：真崎晋哉（フジテレビ、第3弾）
- TD：高瀬義美（第3弾）
- SW：小出豊（第3弾）
- VE：高橋正直（第3弾）
- 美術プロデューサー：副島翔太郎（フジテレビ、第2弾-）
- デザイン：永井達也（フジテレビ、第2弾-）
- アートコーディネーター：徳永法子（第2弾-）
- 大道具：宮路博貴（第2弾-）
- 大道具操作：島田秀樹（第3弾）
- アクリル装飾:鈴木竜（第3弾）
- 電飾：桑島亮太（第3弾）
- 電飾操作：宮下奈那（第3弾）
- 装飾：乾川太志（第2弾-）
- スタイリスト：福田幸生
- メイク：山田かつら（第1,3弾）
- ロゴ：ギブミ～!トモタカ
- イラスト：マウンテングラフィックス、有限会社リトルベア、有限会社レイデザイン、株式会社グレートインターナショナル、中村サトル（グレート→第2弾-、リトル・レイ・中村→第3弾）
- 編集：水元綾子、吉田七生（共に第3弾）
- MA：山岸慎一郎（第3弾）
- 音効：小田切暁
- 技術協力：スウィッシュ・ジャパン、ニユーテレス、fmt、サンフォニックス、JAPAN MEDIA CREATE、東京オフラインセンター（スウィッシュ→第1,3弾、サン→第2弾-、ニユー・fmt・JAPAN→第3弾）
- 美術協力：フジアール
- 編成：江花松樹（フジテレビ）
- 広報：山本太欧（フジテレビ、第2弾-）
- デスク：藤田冴子
- TK：色摩涼
- AD：出野義樹、戸田有美、上田亜紀、金城恵美（出野→第2弾-、上田・金城→第3弾）
- AP：木村文香（第2弾-）
- 制作進行：藤原麻衣（アルファ・グリッド）
- 監修：塩谷泰孝（シオプロ）
- ディレクター：永井雄一、白石宗之（b-DASH）、諸伏将大（白石・諸伏→第3弾）
- 演出：高井翔太朗（シオプロ）、杉野幹典（フジテレビ）
- プロデューサー：小室良太（シオプロ）
- チーフプロデューサー：矢﨑裕明（フジテレビ）
- 制作協力：シオプロ
- 制作：フジテレビ編成制作局制作センター第二制作室
- 制作著作：フジテレビ

### 過去のスタッフ
- カメラ：山脇吉記（第1弾）、斉藤和彦（第2弾）
- 音声：川越夏菜（第1弾）、常川裕二（第2弾）
- 美術プロデューサー：吉田敬（第1弾）
- アートコーディネーター：谷元沙紀（第1弾）
- メイク：澤田麻奈（第2弾）
- 編集：山崎巧（第1弾）、是永彩希（第2弾）
- MA：村尾博一（第1弾）、川端千尋（第2弾）
- 技術協力：ジーリンクスタジオ（第1,2弾）、だだだ（第2弾）
- 広報：池田綾子（フジテレビ、第1弾）
- AD：吉兼郁弥、山田昇太郎、内藤玲央（共に第1弾）、小林大起（シオプロ、第2弾）
- ディレクター：武藤勇次（シオプロ、第1,2弾）